# Samantha Cristoforetti

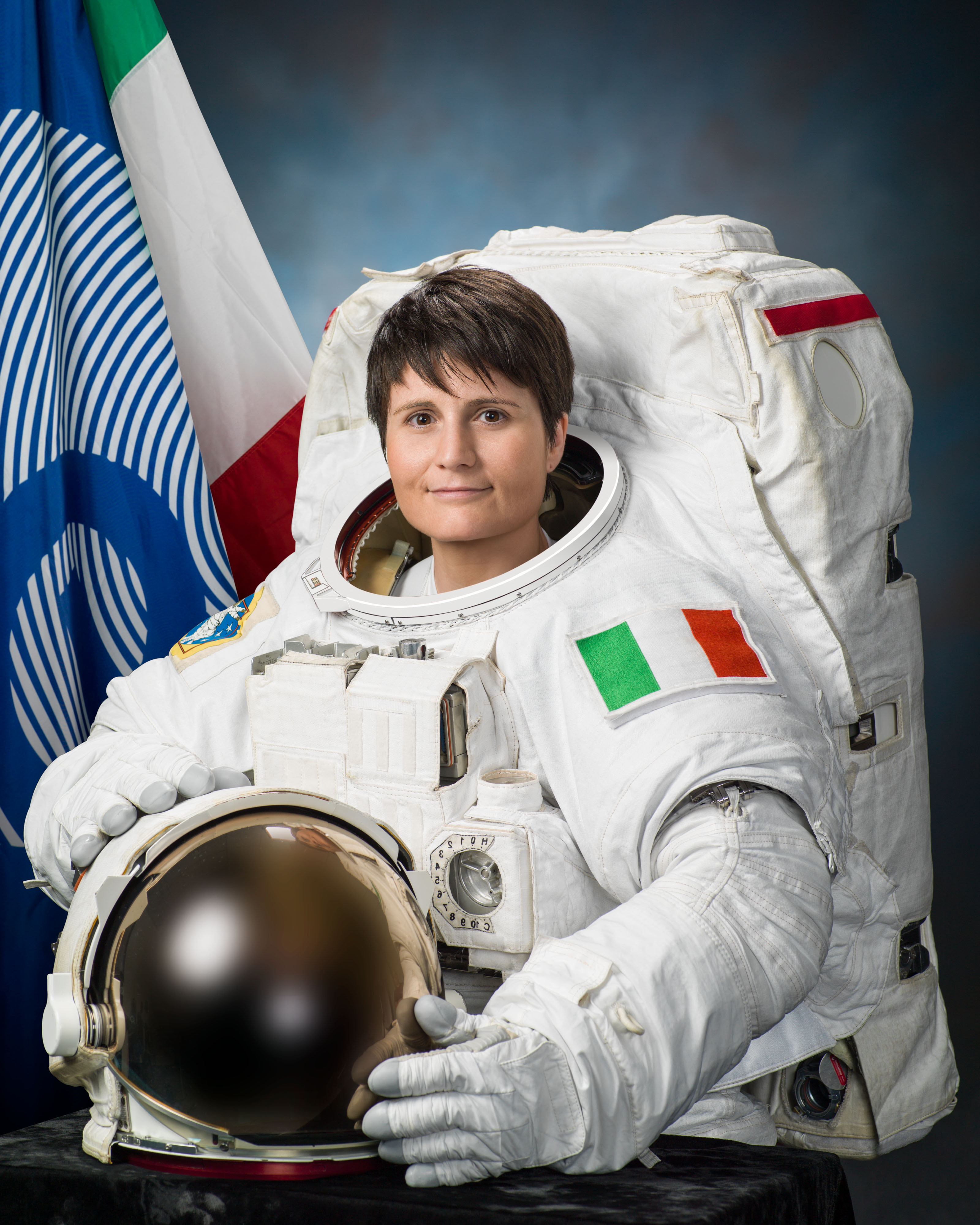
Samantha Cristoforetti

Samantha Cristoforetti (Milaan, 26 april 1977) is een Italiaans ruimtevaarder van de ESA. Cristoforetti haar eerste ruimtevlucht was Sojoez TMA-15M en vond plaats op 23 november 2014. Hiermee werd ze de eerste Italiaanse vrouw in de ruimte. 
In totaal heeft Cristoforetti één ruimtevlucht op haar naam staan, deze bracht haar naar het Internationaal ruimtestation ISS. Deze missie duurde onverwacht een maand langer dan gepland; hierdoor werd Christoforetti de vrouw die het langst in de ruimte verbleef tijdens een enkele vlucht. Met 199 dagen overtrof ze het oude record van Sunita Williams. 
Zij is sinds 2009 lid van het Europees astronautenkorps.
Een andere primeur: Christoforetti maakte de eerste Tiktok-video aan boord van het ISS.
In het voorjaar van 2022 is Cristoforetti nogmaals naar het ISS afgereisd. Zij is met Crew Dragon-vlucht SpaceX Crew-4 aangekomen en zal met die zelfde ruimtecapsule terugkeren naar de Aarde. 
Op 21 juli 2022 heeft Samantha Cristoforetti als eerste vrouwelijke astronaut uit Europa een ruimtewandeling gemaakt waarbij werkzaamheden aan de European Robotic Arm (ERM) werden uitgevoerd. Op 28 september 2022 werd Samantha Cristoforetti als eerste Europese vrouwelijke astronaut commandant van het ISS tijdens ISS-Expeditie 68. 